# دايفيد إتش. دي. ارين
دايفيد إتش. دي. ارين (بالإنجليزية: David H. D. Warren)‏ (و. القرن 20  م) هو عالم حاسوب، ومهندس، وباحث في مجال الذكاء الاصطناعي بريطاني.

## التعليم
تعلم في جامعة إدنبرة
.